# 新津ちせ
新津 ちせ（にいつ ちせ、2010年〈平成22年〉5月23日 - ）は、日本の女優、声優。
東京都出身。テンカラット所属。元子役で音楽ユニット「Foorin」元メンバー。父はアニメーション監督の新海誠、母は女優の三坂知絵子。

## 略歴
- 2010年5月23日、アニメ監督の新海誠と女優の三坂知絵子の間に誕生。
- 生後まもなく映画に初出演。
- 2歳になったのを機に、母の勧めで劇団ひまわりに所属する[4][5]。
- 2014年、ミュージカル『ミス・サイゴン』のタム役[注 1]でデビュー[6]。ブランド卵「きよら」、政府広報「ゆう活」などのCM（ともに2015年）、テレビドラマ『傘をもたない蟻たちは』（2016年）、映画『バースデーカード』（2016年）などに出演し、注目を集める[4][7]。
- 2017年3月公開の映画『3月のライオン』に新海誠の娘であることを伏せてオーディションに合格し、川本三姉妹の末っ子・モモ役で出演。主演の神木隆之介や原作者の羽海野チカら関係者には知らされぬまま撮影に臨み、クランクアップ後に新海誠の娘であることが明かされ話題を呼ぶ[4][8][9][10]。また、同年4月期のNHKドラマ10『ツバキ文具店〜鎌倉代書屋物語〜』に守景陽菜役で出演する[11]。
- 2018年7月、「〈NHK〉2020応援ソング プロジェクト」による応援ソング「パプリカ」を歌う小学生5人による音楽ユニット「Foorin」のメンバーとして活動を開始する[2][12]。
- 「Foorin」メンバーとして、同年末の『第69回NHK紅白歌合戦』にゲスト出演[13][14]。
- 2019年にはテレビ朝日『ミュージックステーション』などの音楽番組にも出演する[15]。
- 同年10月14日よりテレビ東京系『おはスタ』に「祝日おはキッズ」として出演する[16][17]。
- 同年10月公開の『駅までの道をおしえて』で映画初主演を務める[5][6][18][19]。
- 『ディリリとパリの時間旅行』の主人公役で吹き替えを務めた際は、来日していた監督のミッシェル・オスロと対面し、直接演技の指導を受けた[20]。
- 同年12月30日、「第61回日本レコード大賞」にて史上最年少[注 2]の9歳で日本レコード大賞受賞者となる[21]。
- 同年12月31日、『第70回NHK紅白歌合戦』に紅組で初出場する[22][23]。
- 2020年12月31日、『第71回NHK紅白歌合戦』に出場。
- 2021年7月19日、Foorinを同年9月27日をもって卒業することを発表[24]。
- 2021年9月27日、Foorinを卒業[25]。
- 2022年8月19日、主演作の映画『凪の島』が公開された[26]。
- 2023年4月3日、テンカラットへ移籍。

## 人物
劇団関係者からは「1回教えるだけですぐにセリフを覚える」「何より本番に強い」と評され、芦田愛菜らの世代に代わる子役の有望株の1人として期待を受ける。
特技は書道（八段）、タップダンス、歌、クラシック・バレエ、日本舞踊。
好きな食べ物はパプリカとトマトと枝豆。
好きな言葉は「自由自在」。
中学校での部活動は「演劇部」と「クイズ研究部」を兼任している。

## 出演

### テレビドラマ
- 三面記事の女たち -愛の巣-（2015年2月20日、フジテレビ）
- 傘をもたない蟻たちは（2016年1月9日 - 30日、フジテレビ） - 赤津里奈 役[30]
- ツバキ文具店〜鎌倉代書屋物語〜（2017年4月14日 - 6月2日、NHK総合） - 守景陽菜 役[11]
- 海月姫 第9話（2018年3月12日、フジテレビ）[31]
- センチネル/THE PILOT（2018年12月29日、千葉テレビ） - トオル 役
  - センチネル2（2019年12月26日）
- 連続テレビ小説（NHK総合）
  - エール 第7回 - 第10回（2020年4月7日 - 10日） - 関内梅（幼少期） 役[32][33][34][35]
  - カムカムエヴリバディ 第63回 - 第70回（2022年1月31日 - 2月9日） - 大月ひなた（幼少期） 役[36]
  - おむすび 第116回 - 第125回（2025年3月17日 - 3月28日）- 米田花 役
- 警視庁・捜査一課長 Season4 第5話（2020年5月7日、テレビ朝日） - 赤堀ルリ子（幼少期） 役
- ディア・ペイシェント〜絆のカルテ〜 第2回（2020年7月24日、NHK総合） - 上垣美和 役
- ざんねんないきもの事典（2020年10月8日 - 2021年3月25日、テレビ東京） - 宇多りく 役
- 極主夫道（2020年10月11日 - 12月13日、読売テレビ・日本テレビ系） - 立花ユキ 役[37]
- 京阪沿線物語〜古民家民泊きずな屋へようこそ（2021年1月10日 - 3月28日、テレビ大阪 / BSテレ東） - 木ノ宮こころ 役
- 君と世界が終わる日に 第2話 - 第6話（2021年1月17日 - 2月21日、日本テレビ系） - 橘愛奈 役[38]
- 声春っ! 第1話・第5話（2021年4月29日・5月27日、日本テレビ） - 日ノ輪めいこ（幼少期）役[39][40]
- 高嶺のハナさん （テレビ大阪 / BSテレ東） - ナレーション、第4話（2021年5月2日） - 高嶺華（幼少期） 役
- サ道2021 第10話（2021年9月11日、テレビ東京） - 明日菜 役
  - サ道 ～2022年冬〜（2022年12月25日）
- いりびと-異邦人-（2021年11月28日 - 12月26日、WOWOW） - 白根樹 役
- 競争の番人 第2話「執念のリベンジなるか！」（2022年7月18日、フジテレビ） - 長澤由香里 役
- 世にも奇妙な物語’23 夏の特別編「お姫様クラブ」（2023年6月17日、フジテレビ） - 遠藤真弓 役[41][42]
- ブラックガールズトーク 第5話（2024年3月4日、テレビ東京） - 高橋奈緒（少女期） 役
- NHKBS時代劇「大岡越前7」（2024年7月28日、NHK-BS、NHK BSプレミアム 4K）

### 映画
- 水の声を聞く（2014年8月30日、シネマインパクト）
- ピンクとグレー（2016年1月9日、アスミック・エース） - 風船を持つ親子の子供 役
- SHARING（2016年4月23日） - 電車の中の少女 役
- バースデーカード（2016年10月22日、東映） - 鈴木紀子（幼少） 役
- はるねこ（2016年12月17日、マイナーリーグ）
- 3月のライオン 前・後編（2017年3月18日・4月22日、東宝/アスミック・エース） - 川本モモ 役
- ろくでなし（2017年4月15日、コンチネンタルサーカスピクチャーズ）
- 泥棒役者（2017年11月18日、ショウゲート） - 劇中に出てくる絵本「タマとミキ」のミキ 役[43][44]
- 生きる街（2018年3月3日、アークエンタテインメント/太秦） - 野田麗 役
- 一人の息子（2018年7月7日、セブンフィルム） - 三田村真由 役
- 送迎（2019年3月）
- 駅までの道をおしえて（2019年10月18日、キュー・テック） - 主演・サヤカ 役[5][19]
- 夏の踊り子（2019年11月、東映）
- 喜劇 愛妻物語（2020年9月11日、バンダイナムコアーツ/キュー・テック） - アキ 役[45]
- アンダードッグ（2020年、東映ビデオ） - 美紅 役[46]
- ミセス・ノイズィ（2020年12月4日、ヒコーキ・フィルムズインターナショナル） - 吉岡菜子 役[47]
- Eggs 選ばれたい私たち（2021年4月2日、ブライトホース・フィルム）[48]
- COMPASS（2021年8月）
- COME &GO カム・アンド・ゴー（2021年11月19日、リアリーライクフィルムズ、Cinema Drifters）
- 凪の島（2022年8月19日、スールキートス）- 主演・原田凪 役[26]
- 仮面ライダーBLACK SUN（2022年10月28日、Amazon Prime Video） - 少女 役
- 浮かぶ（2023年2月3日、MOEWE）- 佳世（幼少）役
- 雑魚どもよ、大志を抱け!（2023年3月24日、東映ビデオ）- 高崎ワコ 役[49]
- カオルの葬式-Performing KAORU's Funeral（2024年11月22日） - 鷲巣薫 役
- 海辺へ行く道（2025年晩夏公開予定、東京テアトル / ヨアケ）[50]

### 劇場アニメ
- 神在月のこども（2021年10月8日、白井孝奈監督） - カンナ（幼少期） 役
- ONE PIECE FILM RED（2022年8月6日、東映） - ロミィ 役[51]

### 吹き替え
映画
- アベンジャーズ/エンドゲーム（2019年、ウォルト・ディズニー・ジャパン） - モーガン・スターク 役〈レクシー・レイブ〉[52]
- マチルダ・ザ・ミュージカル（2022年、Netflix）- マチルダ 役〈アリーシャ・ウィアー〉[53]
- インタビュー・ウィズ・ヴァンパイア（2025年、BS10スターチャンネル） - クローディア 役〈キルスティン・ダンスト〉[54]

アニメ
- ラプンツェル ザ・シリーズ（2017年、ディズニー・チャンネル） - 幼少カサンドラ 役
- ボス・ベイビー（2018年、東宝東和） - ステイシー 役[55]
- ディリリとパリの時間旅行（2019年、チャイルド・フィルム） - ディリリ 役[56]
- アナと雪の女王2（2019年、ウォルト・ディズニー・ジャパン） - 幼いアナ 役[57][58]
- フォーキーのコレって何?（2020年、Disney+） - お豆3兄弟 役
- ウルフウォーカー（2020年、チャイルド・フィルム） - ロビン 役[59]
- ボス・ベイビー ファミリー・ミッション（2021年、東宝東和 / ギャガ） - メーガン 役[60]

### ウェブドラマ
- 逃亡料理人ワタナベ（2019年3月23日 - 5月25日、ひかりTV） - 晴 役[61]
- First Love 初恋（2022年11月24日、Netflix） - 愛瑠 役[62]

### テレビ番組
- おはスタ（2019年10月14日 - 2020年）、テレビ東京） - 祝日おはキッズ[16]
- あさイチ（2020年5月19日 - 、NHK総合）‐Foorin-
- u&i(2021年2月3日 - ) アイちゃん役
- つながる絵本 for SDGs[63]（2020年10月9日 - 、BS朝日） - SDGsがテーマの番組。読み手・ナレーター
- 姫とボクはわからないっ(2023年1月5日 - 、NHKEテレ、NHK for school、姫役)
- スゴEフェス2024 NHK for SchoolのここがスゴE〜!

### 舞台
- ミス・サイゴン（2014年7月 - 10月、帝国劇場 他） - タム 役[注 1]
- お気に召すまま（2017年1月 - 2月、シアタークリエ 他）
- ミュージカル 美少女戦士セーラームーン-Le Mouvement Final-（2017年9月 - 10月、AiiA 2.5 Theater Tokyo 他） - ちびちび 役[注 3]
- オーストラマコンドー「単純明快なラブストーリー」（2019年 - 2020年）
- Dr.コルチャックと子どもたち（2020年3月、あうるすぽっと）
- 美少女戦士セーラームーン30周年記念『Musical Festival -Chronicle-』（2022年11月）- ちびうさ / ちびムーン 役
- 夏休み！オン・ステージ『パペットミュージカル すみっコぐらしとびだす絵本とひみつのコ』（2024年8月16日 - 9月1日、品川プリンスホテル クラブeX）

### イベント
- ネルケプランニング30th ANNIVERSARY『ネルフェス2024』 夏休み！オン・ステージ「パペットミュージカル すみっコぐらし とびだす絵本とひみつのコ」（2024年8月20日、日本武道館）

### ラジオ
- FMシアター 「春を待つ音」（2017年7月8日、NHK-FM）[64]
- FMシアター 「上越新幹線にて」（2019年1月26日、NHK-FM）[65]

### CM

#### 放映中のCM
- ライオン ルック
  - ルックプラス バスタブクレンジング 「パレード」篇（2020年4月18日 - ）[66]
  - ルックプラス おふろの防カビくん煙剤「巨大スクリーン」篇（2020年12月7日 - ）[67]
  - ルックプラス 泡ピタ トイレ洗浄スプレー「泡におまかせ」篇（2021年9月15日 - ）[68]
- 公文教育研究会（2022年10月 - ） - 上白石萌音と共演

#### 放映が終了したCM
- 内閣府大臣官房政府広報室 「ゆう活テレビCM〜ゆう活ジャンプ〜」（2015年）
- アキタ きよらグルメ仕立て - 寝冷えネコ（きよニャ） 役（声）
  - 「おふとん篇」、「ねびえ篇」（2015年 - 2017年）[69]
  - 「ピクニックせまい篇」、「ピクニックせつない篇」、「すち子ママ篇」（2017年）[70]
- ミライフ 「プロパン」篇、「ミライ」篇、「リフォーム」篇、「ミライフでんき」篇（2016年）
- ミツカン「まぜつゆ～ラクうまママ篇」（2017年）
- 九州通信ネットワーク「BBIQ ～光LIFEアドバイザー セキュリティ篇／コールセンター篇」（2018年）
- 全国農業協同組合連合会 岩手県本部「いわて純情米」「一度でいいから食べてみて篇」（2021年10月1日 - 2023年） - のんと共演[71]
- 東ハト「キャラメルコーン」誕生50周年記念「うたエルコーンスペシャルムービー」（2021年）
- 株式会社日立製作所「日立の人」書道編（2022年 - 2023年）
- ソフトバンクモバイル「スマホデビュー1年生」「おねだり」篇、「耳うち」篇、「カンペ」篇（2023年12月 - 2024年7月） - HIKAKINと共演[72]

### ミュージックビデオ
- Aimer「蝶々結び」（2016年）
- リーガルリリー「ぶらんこ (Lycanthrope)」（2018年）
- 米原幸佑「Sunny day」（2021年）

### 曲
- タマとミキのうた（映画「泥棒役者」オリジナル・サウンドトラックに収録）